# پاوپاوسور
پاوپاوسور (نام علمی: Pawpawsaurus) نام یک سرده از راسته پرنده‌کفلان است.